# Multibarrierensystem
Das Multibarrierensystem (auch Mehrbarrierensystem oder Multibarrierenprinzip) ist ein in der Umwelttechnik angewendetes Prinzip, bei dem mehrere nacheinander gestaffelte Barrieren Sicherheit gewährleisten sollen.
Das Prinzip wird unter anderem in der Kerntechnik bei der Endlagerung benutzt. Dort dient es der Isolation der radioaktiven Abfälle vor dem Eindringen in die Biosphäre. Entsprechende Systeme bestehen dort aus geologischen Barrieren (v. a. gering durchlässige Gesteinsschichten), geotechnischen Barrieren (z. B. Bentonit als Puffermaterial um die Abfallbehälter) und technischen Barrieren (z. B. die Abfallbehälter). Radioaktive Stoffe müssen alle Barrieren überwinden, bevor sie in die Biosphäre eindringen können.
In der Trinkwasseraufbereitung dienen, etwa bei Verwendung von Oberflächenwasser, neben dem Gewässerschutz sechs oder mehr aufeinander folgende Verfahrensschritte dazu, möglichst alle Schadstoffe bzw. Krankheitserreger aus dem Wasser zu entfernen und so die Sicherheit zu erhöhen. Dabei kommt es auf das Zusammenwirken aller Barrieren an; keine Barriere sollte auf Kosten einer anderen vernachlässigt werden.